# اولوچام (پوسوف)
اولوچام (به ترکی استانبولی: Uluçam، به ارمنی: Վարխանա) یک منطقهٔ مسکونی در ترکیه است که در پوسوف واقع شده‌است.